# Bernard van Dieren
Bernard van Dieren (ur. 27 grudnia 1887 w Rotterdamie, zm. 24 kwietnia 1936 w Londynie) – holenderski kompozytor i krytyk muzyczny.

## Życiorys
W młodości uczył się gry na skrzypcach, w znacznej mierze pozostał jednak muzycznym samoukiem. Z wykształcenia był przyrodnikiem i zaczął komponować dopiero po ukończeniu 20. roku życia. Pracował jako korespondent dla Nieuwe Rotterdamsche Courant, współpracując także z innymi czasopismami. W 1909 roku wyjechał do Londynu, gdzie osiadł na stałe. W 1911 i 1912 roku odwiedził Berlin, gdzie nawiązał znajomość z Ferruccio Busonim oraz Arnoldem Schönbergiem.
Posługiwał się własnym językiem muzycznym, bliskim ekspresjonizmowi, charakteryzującym się m.in. kameralizacją obsady instrumentalnej, kontemplacyjnością, przewagą kontrapunktowości nad harmonicznością. Jego twórczość nie spotkała się ze zrozumieniem w tradycyjnie nastawionym angielskim środowisku muzycznym i rzadko była wykonywana publicznie. Z drugiej strony cieszyła się pewnym zainteresowaniem wśród wąskiego kręgu zaprzyjaźnionej z van Dierenem angielskiej elity intelektualnej, m.in. ze strony Sacheverella Sitwella, Petera Warlocka, Geralda Coopera i Cecila Graya.
Skomponował m.in. operę komiczną The Tailor (1915), utwory wokalno-instrumentalne (Balsazar 1908, Chinese Symphony 1914, Les propous des beuveurs 1921), utwory orkiestrowe (Beatrice Cenci 1909, Serenade 1923, Anjou 1935), ponad 70 pieśni, sześć kwartetów smyczkowych, sonaty wiolonczelową (1929) i skrzypcową (1935), utwory na fortepian.
Opublikował monografię poświęconą rzeźbiarzowi Jacobowi Epsteinowi (Londyn 1920) oraz zbiór esejów Down Among the Dead Men (Londyn 1935).